# Chromebook Pixel
 (janvier 2022).
La mise en forme du texte ne suit pas les recommandations de Wikipédia : il faut le « wikifier ».
Les points d'amélioration suivants sont les cas les plus fréquents. Le détail des points à revoir est peut-être précisé sur la page de discussion.
- Les titres sont pré-formatés par le logiciel. Ils ne sont ni en capitales, ni en gras.
- Le texte ne doit pas être écrit en capitales (les noms de famille non plus), ni en gras, ni en italique, ni en « petit »…
- Le gras n'est utilisé que pour surligner le titre de l'article dans l'introduction, une seule fois.
- L'italique est rarement utilisé : mots en langue étrangère, titres d'œuvres, noms de bateaux, etc.
- Les citations ne sont pas en italique mais en corps de texte normal. Elles sont entourées par des guillemets français : « et ».
- Les listes à puces sont à éviter, des paragraphes rédigés étant largement préférés. Les tableaux sont à réserver à la présentation de données structurées (résultats, etc.).
- Les appels de note de bas de page (petits chiffres en exposant, introduits par l'outil «  Source ») sont à placer entre la fin de phrase et le point final[comme ça].
- Les liens internes (vers d'autres articles de Wikipédia) sont à choisir avec parcimonie. Créez des liens vers des articles approfondissant le sujet. Les termes génériques sans rapport avec le sujet sont à éviter, ainsi que les répétitions de liens vers un même terme.
- Les liens externes sont à placer uniquement dans une section « Liens externes », à la fin de l'article. Ces liens sont à choisir avec parcimonie suivant les règles définies. Si un lien sert de source à l'article, son insertion dans le texte est à faire par les notes de bas de page.
- La présentation des références doit suivre les conventions bibliographiques. Il est recommandé d'utiliser les modèles {{Ouvrage}}, {{Chapitre}}, {{Article}}, {{Lien web}} et/ou {{Bibliographie}}. Le mode d'édition visuel peut mettre en forme automatiquement les références.
- Insérer une infobox (cadre d'informations à droite) n'est pas obligatoire pour parachever la mise en page.

Pour une aide détaillée, merci de consulter Aide:Wikification.
Si vous pensez que ces points ont été résolus, vous pouvez retirer ce bandeau et améliorer la mise en forme d'un autre article.
Le Chromebook Pixel est un ordinateur portable de 2013 haut de gamme de la famille Chromebook de Google, qui sont tous préinstallés avec le système d'exploitation Chrome OS,. Le Chromebook Pixel fait partie de la série d'appareils électroniques grand public Google Pixel. Un modèle mis à jour a été publié en 2015. Chromebook Pixel a cessé de recevoir des mises à jour logicielles et de sécurité en août 2018.

## Histoire
Le Chromebook Pixel a été lancé le 21 février 2013 et les livraisons ont commencé immédiatement. Sundar Pichai, vice-président senior de l'ingénierie en charge de Chrome et d'Android à l'époque, a déclaré que l'objectif derrière le modèle Pixel haut de gamme était « de repousser les limites et de construire quelque chose de premium ». Il y a deux ans, les ingénieurs de Google se sont lancés dans le projet Labor of love' en se demandant : « Que pourrions-nous faire si nous voulions vraiment concevoir le meilleur ordinateur possible au meilleur prix possible ? ».
La machine a été assemblée en Chine. Contrairement à ses partenariats annoncés publiquement utilisés pour la fabrication de ses téléphones et tablettes Nexus, Google n'a pas divulgué son sous-traitant de fabrication pour le fabrication du Chromebook Pixel[réf. nécessaire].
Début 2015, un dirigeant de Google a déclaré que le Chromebook Pixel était « une plate-forme de développement. C'est vraiment une preuve de concept. Nous n'en fabriquons pas beaucoup - nous ne le faisons vraiment pas », confirmant la lenteur des ventes du Chromebook Pixel, mais a ajouté « nous avons un nouveau [Chromebook] Pixel qui sort. » Le Chromebook Pixel mis à jour a été annoncé le 11 mars 2015 et le modèle 2013 a été immédiatement discontinué.
En août 2016, Google a discontinué le Chromebook Pixel,. Le 4 octobre 2017, Google a annoncé l'ordinateur hybride portable/tablette Pixelbook comme successeur du Chromebook Pixel.

## Conception
Évaluée dans le haut de gamme du marché des ordinateurs portables pour sa sortie aux États-Unis le 21 février 2013, la machine comportait un écran tactile qui avait la densité de pixels la plus élevée de tous les ordinateurs portables, un processeur plus rapide que ses prédécesseurs dans le Intel Core i5, 32 Go de stockage à semi-conducteurs, un design extérieur décrit par Wired comme « un bloc d'aluminium rectangulaire austère avec des bords subtilement arrondis », et une barre lumineuse colorée sur le couvercle ajoutée uniquement pour son facteur cool,. Un deuxième Pixel doté d'une communication sans fil 4G et d'une capacité de stockage deux fois supérieure a été expédié pour arriver le 12 avril 2013 et avait un prix légèrement plus élevé que le modèle de base.
En plus sur Chrome OS, le Pixel, ainsi que d'autres Chromebooks, peuvent exécuter d'autres systèmes d'exploitation, notamment Ubuntu et Android, qui à leur tour prennent en charge davantage d'applications hors ligne. L'inventeur de Linux, Linus Torvalds, a remplacé Chrome OS sur son Chromebook Pixel par Fedora 18, en utilisant le travail des ingénieurs Red Hat. Torvalds avait fait l'éloge de l'écran Pixel mais pas du système d'exploitation, qui, selon lui, était mieux adapté à un matériel plus lent.

### Affichage 3:2

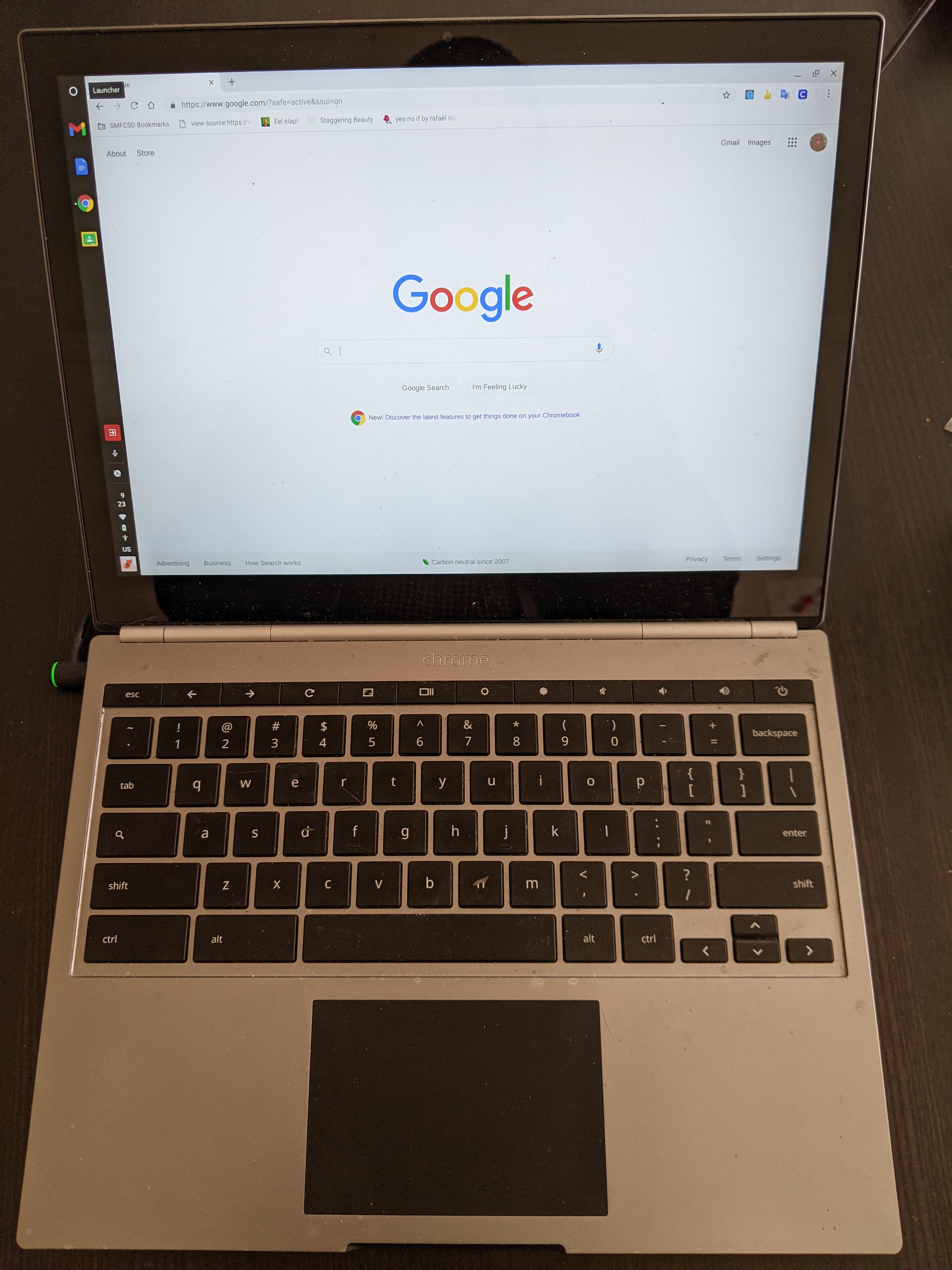
Chromebook Pixel (2013)

Chromebook Pixel a introduit un écran de 12,85 pouces avec un rapport d'aspect de 3:2.The Verge a fait l'éloge :
Mais l'écran 3:2 du Pixel, qui est presque aussi haut que large, me fait me demander pourquoi personne d'autre n'a pensé à le faire - l'écran de 12,85 pouces n'est pas aussi large qu'un écran standard de 13 pouces, et vous obtenez une boîte aux lettres au-dessus et au-dessous de n'importe quel film que vous regardez, mais le compromis est simplement plus d'espace vertical pour lire une page Web. Le rapport d'aspect inhabituel était probablement une décision plus facile à prendre pour Google, car les pages Web comprennent l'ensemble du système d'exploitation, mais je souhaite que chaque ordinateur portable offre un écran 3:2. Cela n'arrivera pas, bien sûr, ce qui n'est que plus de fourrage pour mon désir d'un Pixel.

### Mise à jour de 2015
La mise à jour de 2015 a réduit le prix et remplacé le port d'alimentation, qui utilisait auparavant un connecteur cylindrique propriétaire, par deux ports USB-C, un de chaque côté de la machine. Étant donné que les ports USB-C transportaient également la vidéo, le Mini DisplayPort n'était pas inclus dans le modèle 2015 ; à part cela, les ports sont les mêmes. En interne, le clavier a été légèrement modifié pour utiliser des touches standard pour la rangée supérieure, et la durée de vie de la batterie a été augmentée à 12 heures,.
De plus, un modèle haut de gamme Pixel LS (Ludicrous Speed) a été mis à disposition avec un processeur Core i7. Une version mise à jour de Chrome OS a ajouté la prise en charge des applications Android sur le Chromebook Pixel 2015 en 2016,.

### Caractéristiques
| Modèle          | Modèle           | Pixel (Wi-Fi) | Pixel (4G) | Pixel (2015) | Pixel (LS) |
| --------------- | ---------------- | --- | --- | --- | --- |
| Date de sortie  | Date             | février 2013 | avril 2013 | mars 2015 | mars 2015 |
| Date de sortie  | Prix             | À compléter | À compléter | À compléter | À compléter |
| Dimensions      | Taille           | 297,7 × 224,6 × 16,2 mm | 297,7 × 224,6 × 16,2 mm | 297,7 × 224,55 × 15,3 mm | 297,7 × 224,55 × 15,3 mm |
| Dimensions      | Poids            | 1,52 kg | 1,52 kg | 1,5 kg | 1,5 kg |
| Processeur      | CPU              | Intel Core i5-3427U (dual-core 1,8 GHz)                                                                                             | Intel Core i5-3427U (dual-core 1,8 GHz)                                                                                             | Intel Core i5-5200U (dual-core 2,2 GHz)                                                                                             | Intel Core i7-5500U (dual-core 2,4 GHz)                                                                                             |
| Processeur      | GPU              | Intel HD Graphics 4000 (intégré) | Intel HD Graphics 4000 (intégré) | Intel HD Graphics 5500 (intégré) | Intel HD Graphics 5500 (intégré) |
| Mémoire         | Mémoire          | 4 Go DDR3 | 4 Go DDR3 | 8 Go DDR3} | 16 Go DDR3 |
| Stockage        | Stockage         | 32 Go SSD | 64 Go SSD | 32 Go SSD | 64 Go SSD |
| Écran           | Résolution       | 2 560 × 1 700 px 12,85 pouces (239 ppp)                                                                                             | 2 560 × 1 700 px 12,85 pouces (239 ppp)                                                                                             | 2 560 × 1 700 px 12,85 pouces (239 ppp)                                                                                             | 2 560 × 1 700 px 12,85 pouces (239 ppp)                                                                                             |
| Écran           | Caractéristiques | 3:2 (1.5:1) Format d'image 400 nit plus de lumière 178°Angle de vue Multi-touch Gorilla Glass                                       | 3:2 (1.5:1) Format d'image 400 nit plus de lumière 178°Angle de vue Multi-touch Gorilla Glass                                       | 3:2 (1.5:1) Format d'image 400 nit plus de lumière 178°Angle de vue Multi-touch Gorilla Glass                                       | 3:2 (1.5:1) Format d'image 400 nit plus de lumière 178°Angle de vue Multi-touch Gorilla Glass                                       |
| Webcam          | Webcam           | 720p HD, intégré | 720p HD, intégré | 720p HD, intégré | 720p HD, intégré |
| Clavier         | Clavier          | Backlit | Backlit | Backlit | Backlit |
| Pavé tactile    | Pavé tactile     | Touchable, glasse etched | Touchable, glasse etched | Touchable, glasse etched | Touchable, glasse etched |
| Audio           | Audio            | 3.5-mm combo Casque de musique/microphone jack 3 microphones intégrés Integrated DSP (Contrôle actif du bruit) Haut-Parleurs Stéréo | 3.5-mm combo Casque de musique/microphone jack 3 microphones intégrés Integrated DSP (Contrôle actif du bruit) Haut-Parleurs Stéréo | 3.5-mm combo Casque de musique/microphone jack 3 microphones intégrés Integrated DSP (Contrôle actif du bruit) Haut-Parleurs Stéréo | 3.5-mm combo Casque de musique/microphone jack 3 microphones intégrés Integrated DSP (Contrôle actif du bruit) Haut-Parleurs Stéréo |
| Ports           | Ports            | 2 × USB 2.0 Mini DisplayPort SD/MMC card reader                                                                                     | 2 × USB 2.0 Mini DisplayPort SD/MMC card reader                                                                                     | 2 × USB 3.1 Type-C (5Gbit/s data, power in, video out) 2 × USB 3.0 Type-A SD/MMC card reader                                        | 2 × USB 3.1 Type-C (5Gbit/s data, power in, video out) 2 × USB 3.0 Type-A SD/MMC card reader                                        |
| Réseau Sans fil | WiFi             | 802.11a/b/g/n Bi-bande (2,4 / 5 GHz) 2×2 MIMO                                                                                       | 802.11a/b/g/n Bi-bande (2,4 / 5 GHz) 2×2 MIMO                                                                                       | 802.11a/b/g/n/ac Bi-bande (2,4 / 5 GHz) 2×2 MIMO                                                                                    | 802.11a/b/g/n/ac Bi-bande (2,4 / 5 GHz) 2×2 MIMO                                                                                    |
| Réseau Sans fil | Bluetooth        | Bluetooth 3.0 | Bluetooth 3.0 | Bluetooth 4.0 | Bluetooth 4.0 |
| Réseau Sans fil | WAN              | - | 4G modem | - | - |
| Pile            | Pile             | 59 kWh (5 heures) | 59 kWh (5 heures) | 72 kWh (12 heures pour la moyenne de l'utilisateur)                                                                                 | 72 kWh (12 heures pour la moyenne de l'utilisateur)                                                                                 |
| Extras inclus   | Extras inclus    | 1 To stockage de Google Drive pour 3 ans 12 séances GoGo Internet 100 Mo/mois gratuit de Verizon (É-U) (4G seulement)               | 1 To stockage de Google Drive pour 3 ans 12 séances GoGo Internet 100 Mo/mois gratuit de Verizon (É-U) (4G seulement)               | 1 To stockage de Google Drive pour 3 ans 12 séances GoGo Internet                                                                   | 1 To stockage de Google Drive pour 3 ans 12 séances GoGo Internet                                                                   |

## Réception
Depuis son lancement en février 2013, le Chromebook Pixel a reçu une grande attention des médias technologiques, établissant des comparaisons immédiates avec les machines de Microsoft Windows à prix similaire et le MacBook Air. Le magazine Forbes a comparé défavorablement le Chromebook Pixel à des MacBook à prix similaire. L'examinateur a noté que le prix élevé du Chromebook Pixel s'accompagnait de limitations distinctes causées par Chrome OS.
Un examen sur CNET a noté les spécifications techniques élevées du Chromebook Pixel. Cependant, l'examen a également noté que « Chrome OS basé sur le Web nécessite que vous soyez en ligne pour effectuer la plupart des tâches ; les applications Web ne peuvent pas encore se comparer à la plupart des logiciels Windows ou Mac, en particulier pour les activités centrées sur les médias comme la vidéo ». De même, PC Magazine a déclaré que « le Chromebook Pixel est essentiellement un ordinateur portable client léger avec un écran brillant».
L'examen d'Engadget a été impressionné par la qualité de construction et l'attention portée aux détails, en particulier pour la première tentative de Google sur un ordinateur portable. Cependant, l'examinateur a également considéré que le prix, qui correspondait aux ordinateurs portables haut de gamme au moment de la sortie, était trop élevé compte tenu des limites du système. « Il englobe un monde où tout le monde est toujours connecté et où tout se fait sur le Web - un monde dans lequel peu de gens vivent actuellement. ».
La durée de vie de la batterie, la chaleur et le bruit du ventilateur ont été critiqués dans une revue ZDNet. Le critique a également déclaré : « Le Chromebook Pixel fait très bien tout ce qu'il peut faire, mais avec un manque d'applications tactiles optimisées disponibles et aucune prise en charge des applications de bureau/héritées, son utilisation pourrait être limitée, selon vos besoins. ».
Un critique de The Verge a été impressionné par la qualité de la finition et les spécifications techniques, mais a trouvé que le produit manquait de certaines fonctionnalités logicielles telles que l'édition d'images sur Photoshop et des outils de productivité tels que Evernote. Ces lacunes l'ont incité à abandonner le Chromebook Pixel lorsqu'il travaillait et à revenir à son MacBook.
The Register and PC World ont vu le Chromebook Pixel comme une machine conceptuelle, une offre de Google pour pousser ses partenaires matériels à produire des appareils plus riches en fonctionnalités,. Interrogé par la BBC, Geoff Blaber, analyste de CCS Insight, a déclaré que « les Chromebooks ont lutté pour la pertinence », coincés entre des tablettes largement utilisées pour le divertissement et des PC plus fonctionnels. Le Pixel « ne transformera pas les perspectives [du Chromebook], mais Google espère qu'il servira d'appareil phare qui aura un effet de halo pour le portefeuille plus large».